# Jezero Mančar
Jezero Mančar (sindi منڇر ڍنڍ, urdujsko منچھر جھیل), napisano tudi Mančhar, je največje naravno sladkovodno jezero v Pakistanu in eno največjih v Južni Aziji. Je zahodno od reke Ind, v okrožjih Džamšoro in Dadu v Sindu, 18 kilometrov stran od Sehvana. Jezero Mančar zbira vodo iz številnih majhnih potokov v gorovju Kirthar in se nato izliva v reko Ind. Površina jezera niha glede na letne čase, od komaj 36 km² do celo 500 km² med monsunskim deževjem.

## Zgodovina
Obrežje jezera in njegova bližina so dom starodavnih arheoloških najdišč Ghazi Šah, Vahi Pandhi in Ali Murad Mound. Mesta Lal Čatto, Mašak Lohri in Lakhijo, ki so ob bregu jezera Mančar, so najstarejša mesta, ki izvirajo iz harapske kulture.
Jezero je nastalo, ko je krak reke Ind pritekel iz Kašmirja. Leta 1921 je bil povezan z jezerom Hamal prek glavnega odtoka doline Nara. Leta 1958 je jezero zaradi suše popolnoma izhlapelo. Med 10. avgustom in 23. avgustom 2009 je bilo preko reke Ind v jezero vneseno 20 m³/s) vode. V poplavah v Pakistanu leta 2010 se je jezero zaradi velikega dotoka vode razlilo.
Med poplavami v Pakistanu leta 2022 se je ponovno razlilo . Inženirji so prebili jezero, da bi pomagali pri njegovem izsuševanju, da bi zaščitili mesto Sehvan in mesto Bhan Sjedabad, za ceno poplave številnih vasi, v katerih živi 150.000 ljudi. Uradniki so upali, da bo ta zvijača zaščitila do 500.000 ljudi pred poplavami.

## Geografija
Jezero Mančar je neposredno južno od jezera Hamal, povezuje pa ga glavni odtok doline Nara, zgrajen leta 1921. Površina jezera Mančar niha glede na letne čase – od komaj 200 km² do kar 500 km² med monsunskim deževjem. Povprečna globina je le 2,5 do 3,75 metra. Je 6 metrov nižje od struge Inda in včasih zajame poplavno vodo iz reke, medtem ko pozimi, ko je reka nizka, voda teče iz jezera v Ind. Pretok sladke vode iz kanalov znaša 1,54 MAF, padavine na tem območju pa v povprečju le 11 cm letno.
Južni konec jezera je ob vznožju hribovja Laki, kraka gorovja Kirthar, in voda teče v Ind preko Aralskega in Danisterskega kanala.

## Degradacija okolja
Jezero podpira na tisoče ribičev, ki so odvisni od sladkovodnih rib v jezeru. Jezero je od izgradnje glavnega odtoka doline Nara leta 1921 podvrženo okoljski degradaciji zaradi dotoka odplak. Posledično se je kakovost vode v jezeru poslabšala.
Preusmeritev vode iz Inda in zmanjšan nevihtni odtok iz gorovja Kirthar sta prispevala k zmanjšanju zalog sladke vode, zaradi česar je voda postala slana in pomorila ribe. Istočasno slana drenažna voda s kmetijskih polj Beludžistana in okoliških območij teče v jezero Mančar. Jezero je bilo postajališče na preletu reke Ind za sibirske ptice selivke, vendar je število padlo s 25.000 ptic, preštetih leta 1988, na 2800 ptic, preštetih leta 2002, ker jezero ne zagotavlja več glavne hrane ptic, jezerskih rib. Namesto ptic je v jezeru zdaj slanovodni trst.
Jezero je zagotavljalo tudi velike količine vode za namakanje, vendar se je tudi to zmanjšalo in povzročilo veliko zmanjšanje površine, ki jo namaka jezero. Zgrajen je iztočni odvod desnega brega, da bi jezero zaščitili pred onesnaženjem zaradi dotoka odplak. Izgradnja jezu Nai Gaj gorvodno od jezera bo povzročila izpust sladke vode v jezero skozi vse leto, namesto sezonsko, kar bi moralo izboljšati jezerske vode.

## Prebivalstvo
Jezero Mančar naseljuje pleme Mohana, ki ga včasih imenujejo 'ljudje s čolnov'. Jezero podpira na tisoče ribičev, ki so odvisni od sladkovodnih rib v jezeru.